# 法努瓦塔普島

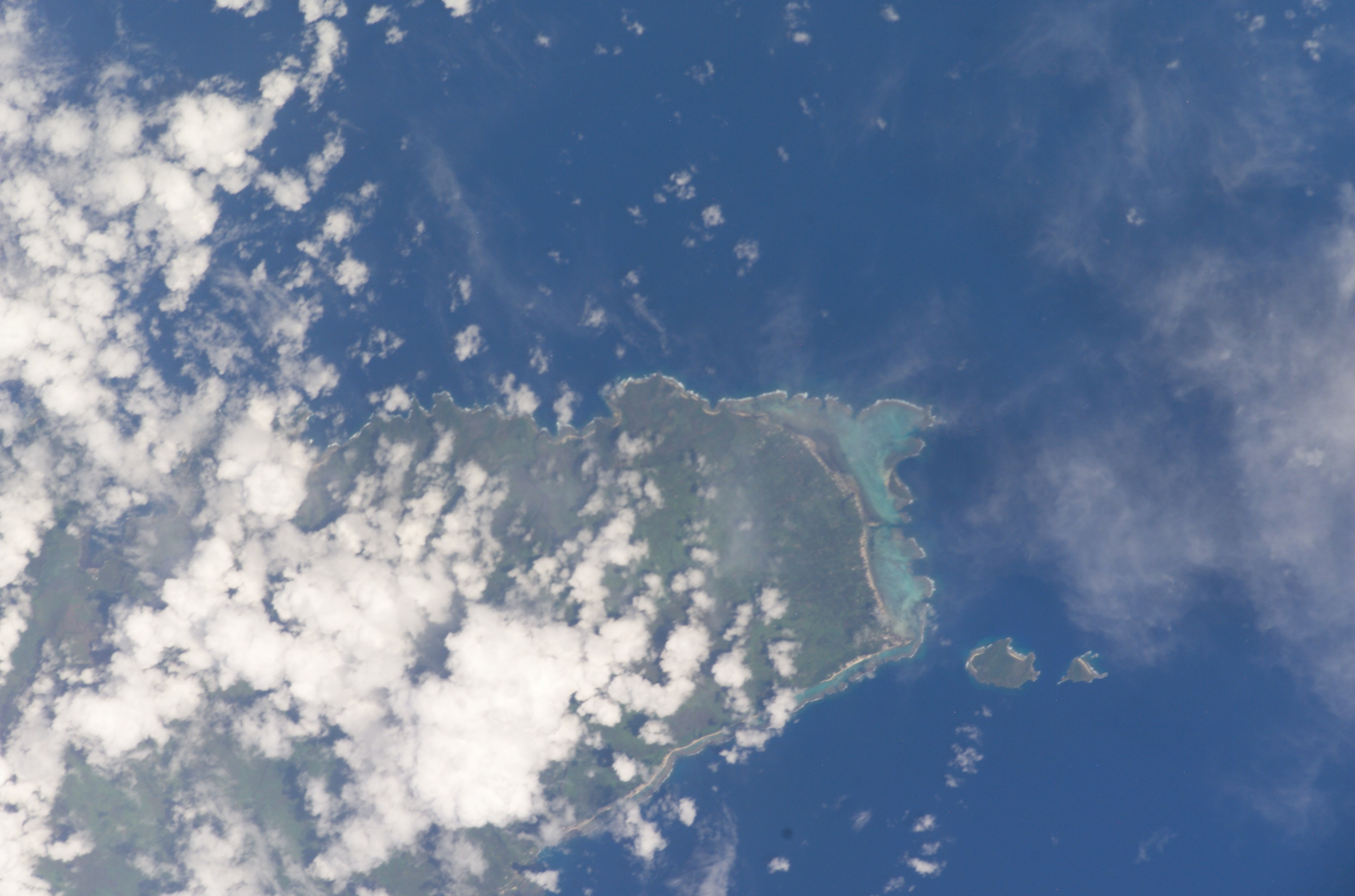

法努瓦塔普島是南太平洋國家薩摩亞的島嶼，屬於阿萊帕塔群島的一部分，位於烏波盧島以東，面積0.15平方公里，海拔線長度1.5公里，島上無人居住。
14°00′50″S 171°24′1″W / 14.01389°S 171.40028°W